# 절대 반지

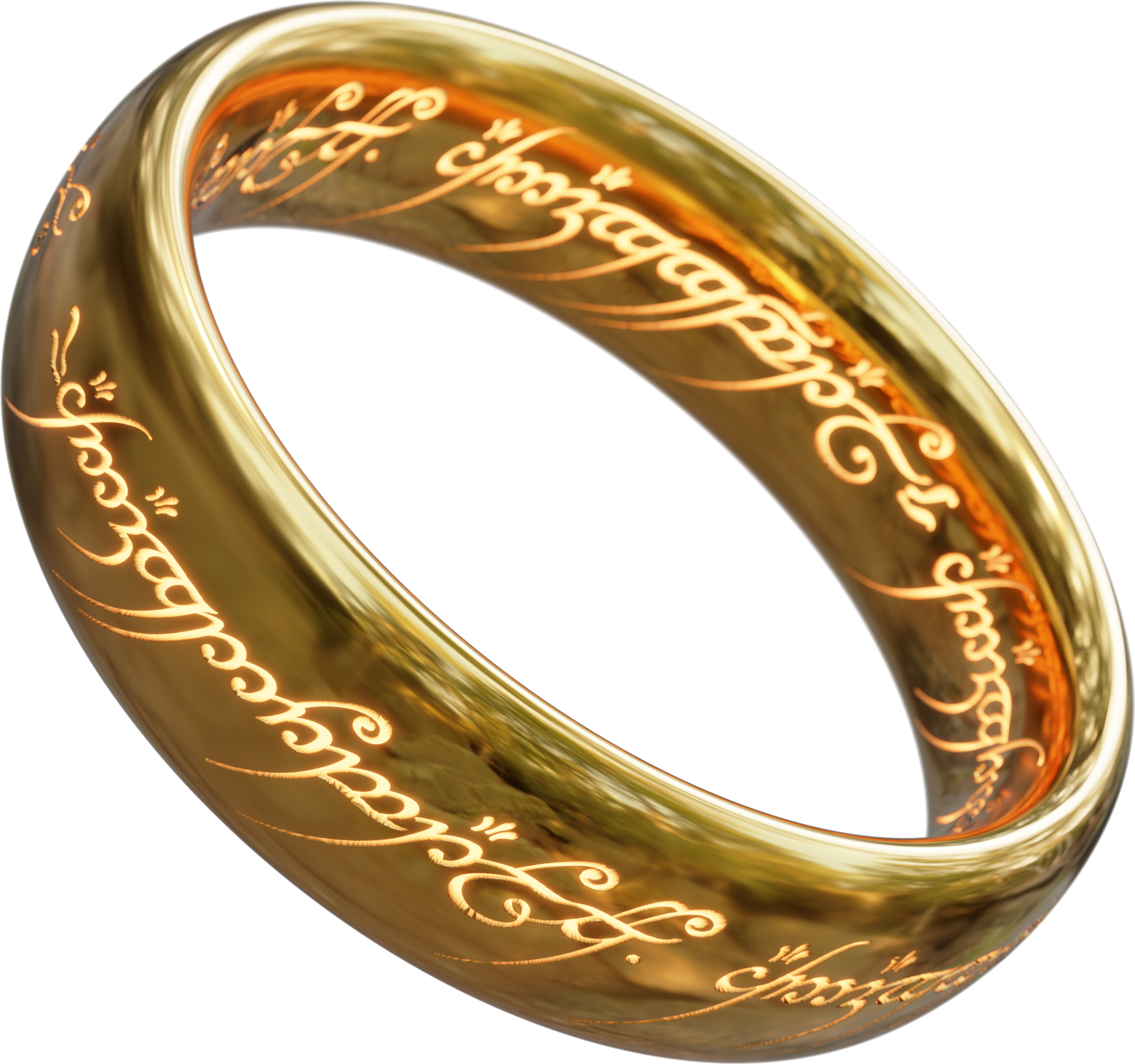
절대 반지의 모습

절대 반지(The One Ring)는 영국의 J. R. R. 톨킨이 지은 판타지 서사 소설《호빗》과 《반지의 제왕》에 나오는 물건이다.

## 개요
절대반지는 제2시대에 만들어진 여러 개의 힘의 반지 중 하나로, 사우론이 자신의 영혼을 쏟아 부어 만든 반지이다. 마이아인 그의 힘이 귀속될 정도로 영혼을 쏟아 만들어진 절대반지는 모든 힘의 반지를 뛰어 넘는 절대성과 강력함을 가지게 되었고, 다른 힘의 반지 또한 절대반지에 종속되었다.

## 능력
강력한 마이아인 사우론이 자신의 힘이 귀속될 정도로 권능을 쏟아부어 만든 물건이니만큼, 당대의 그 어떤 물건과도 비교할 수 없을 만한 강력한 힘을 가지고 있었다.
절대반지도 힘의 반지인만큼 소유자가 아끼는 것을 보존하고, 수명을 늘려주는 능력을 가지고 있었다. 거기에 더해 절대반지는 타의 추종을 불허할 만한 강한 유혹능력이 있었다. 그것이 어찌나 강했는지 반지의 유혹능력은 제2시대와 제3시대를 통틀어 가장 강한 것이었으며, 이 유혹은 제3시대에 가운데땅에 존재하던 그 어떤 인물도 거부할 수 없을 정도였다. 예외적으로 톰 봄바딜은 반지의 유혹이 통하지 않았지만, 톰 봄바딜은 정체를 알 수 없는 인물이니 논외로 한다.

## 역사

### 기원
제2시대에 사우론은 안나타르(Annatar)라는 가명으로 요정왕국 에레기온을 방문한다. 그리고 그곳의 요정들에게 힘의 반지를 만드는 법을 전수해 주었다. 안나타르의 정체를 몰랐던 요정들은 가운데땅의 자신들의 영토를 영원히 아름답게 유지할 수 있다는 말에 힘의 반지들을 만들었고, 성공적으로 19개의 힘의 반지가 만들어졌다.
한편 사우론은 모르도르로 돌아와 모든 힘의 반지를 뛰어넘어 그들을 종속시킬 반지를 만들고 있었다. 사우론은 운명의 산에서 마이아의 권능과 기술, 본인의 악의와 영혼을 쏟아 절대반지를 만들어낸다. 반지에 들어간 사우론의 힘이 너무나도 많아서, 사우론의 힘이 절대반지에 귀속되어 버렸다. 즉 반지의 파멸이 곧 사우론의 파멸과 연결되어 버린다.

### 제2시대
사우론이 절대반지로 힘의 반지를 낀 요정들과 가운데땅을 지배하려는 계획을 세웠지만, 그의 계획은 뜻대로 되지 않았다. 사우론이 절대반지를 낀 순간, 반지를 낀 요정들 또한 사우론의 악의를 느끼고, 반지들을 빼 숨겨버렸기 때문이었다.
이에 분노한 사우론은 에레기온을 침공하였다. 그는 16개의 반지를 손에 넣고, 켈레브림보르를 고문하였지만 세 반지의 행방은 찾을 수 없었다. 이후 힘의 반지들의 능력으로 나즈굴을 만들고, 난쟁이들의 왕국을 몰락시켜, 가운데땅을 거의 재패했지만 누메노르의 지원군이 도착하자 처참하게 패배하고 모르도르로 도망친다.
모르도르에서 사우론은 본인의 세력을 강화했고, 어느 날 자신을 가운데땅의 왕으로 칭한다. 그러나 이 말이 누메노르의 아르파라존 왕에게 전해지자 그는 전쟁을 일으켜 사우론을 생포한다. 이때 절대반지는 사우론이 모르도르에 숨겨놓았다. 누메노르로 잡혀간 사우론은 본인의 아름다운 미모와 간사한 말솜씨로 단기간에 왕의 최측근이 되었다. 그 당시 누메노르인들은 타락하던 시기였고, 사우론이 이들을 부추겨 마침내 누메노르는 불멸의 땅 발리노르를 침공하기에 이른다. 결국 유일신 에루가 세상에 개입해 누메노르를 침몰시켰다. 이때 사우론도 본인의 아름다운 육신을 잃어버렸고, 절대반지에 더욱 종속되게 된다.
제2시대 말 최후의 동맹 전투에서 그는 이실두르에게 손가락을 잘려 반지를 떨어트린다. 반지를 잃은 사우론은 형체를 잃고 바랏두르 또한 무너진다. 이실두르가 운명의 산에 반지를 가져가 파괴하려 했으나, 유혹을 참지 못하고 가지고 가다가 오크들에게 기습을 당해 절대반지는 안두인 대하에 가라앉아 오랜 세월 동안 잊혀진다.

### 제3시대
제3시대 2463년 데아골이라는 호빗이 낚시를 하다 절대반지를 발견하게 된다. 그러나 친구인 스메아골이 반지에 탐욕을 느끼고 데아골을 살해한 뒤 반지를 차지한다. 스메아골은 500여년 간 반지를 소유했으며, 후대에는 골룸으로 불린다.
2941년 빌보가 골룸을 속여 절대반지를 훔친다. 《호빗》에는 빌보가 반지를 발견했을 때의 일화가 간단히 나와 있다. 그는 반지의 힘으로 호빗 중 가장 장수하게 되었다. 그리고 빌보는 간달프의 도움으로 반지를 포기하였고, 양자인 프로도가 절대반지를 받는다.
3018년 엘론드 회의에서 반지의 파괴를 위해 반지원정대가 결성된다. 중간에 원정대는 와해되지만, 프로도는 힘든 고난을 겪으며 운명의 산에 도달한다.

### 최후
운명의 산에 도달했지만, 프로도는 절대반지의 유혹을 견디지 못하고 반지를 낀다. 그러나 프로도를 쫓아온 골룸이 그의 손가락을 물어 뜯어 반지를 빼낸다. 소중히 여기던 반지를 되찾은 기쁨에 골룸은 춤을 추다가 발을 헛딛여 그대로 분화구에 빠지고, 반지 또한 파괴된다. 절대반지가 파괴되자 바랏두르는 완전히 붕괴하였으며, 사우론 또한 파멸하여 사악하지만 무력한 영으로 남는다.

## 문구

반지에 새겨진 문구. 암흑어로 된 문구이지만, 문자는 텡과르를 기울여 신다린 서법으로 적은 것이다.

Ash nazg durbatulûk, ash nazg gimbatul,
ash nazg thrakatulûk, agh burzum-ishi krimpatul
One Ring to rule them all, One Ring to find them,
One Ring to bring them all, and in the darkness bind them,
모든 반지를 지배하고,
모든 반지를 가두는 것은 절대반지,
모든 반지를 불러모아
암흑에 가두는 것은 절대반지